# Madrid Open (tenis)
Madrid Open (spaniolă Masters de Madrid), sponsorizat în prezent de Mutua Madrileña și cunoscut sub numele de Mutua Madrid Open, este un turneu de tenis profesionist care se joacă pe terenuri de zgură, la Madrid, la începutul lunii mai. Evenimentul este clasificat ca ATP Tour Masters 1000 în Turul ATP și un eveniment WTA 1000 în Turul WTA. În trecut, a fost cunoscut și sub numele de Madrid Masters. Turneul se joacă în mod tradițional pe o suprafață de zgură roșie. Evenimentul s-a jucat pe terenuri cu zgură albastră la ediția din 2012, iar ATP a decis împotriva folosirii culorii albastre după aceea.
Ion Țiriac, fost jucător profesionist român top 10 ATP și actual om de afaceri, a fost proprietarul turneului în perioada 2009-2021. Potrivit unui interviu acordat de Țiriac în 2019, turneul aduce orașului Madrid beneficii anuale care depășesc 107 milioane de euro. În 2021, Țiriac a vândut turneul gigantului IMG din New York pentru aproximativ 283 de milioane de dolari.

## Istoric
De la inaugurarea sa în 2002 ca eveniment doar cu probe masculine, turneul a fost clasificat drept unul dintre turneele ATP Masters Series, unde a înlocuit turneul Eurocard Open din Stuttgart (desființat). Din 2002 în 2008 s-a jucat la Madrid Arena, în interior, pe terenuri cu suprafață dură. În 2009, turneul a fost transformat, extinzându-se pentru a include și un turneu feminin (înlocuind turneul de la Berlin) și mutându-se în aer liber, pe terenuri cu zgură, în Parcul Manzanares, unde a fost construit un nou complex cu un teren principal echipat cu acoperiș retractabil, Caja Magica. 
Țiriac a anunțat în aprilie 2019 că a prelungit contractul de sponsorizare cu Mutua Madrid Open pentru încă 10 ani, până în 2031. Pentru că a fost de acord să continue la Madrid, Țiriac va primi mai mult de 30 de milioane de euro de la orașul Madrid în anii următori.
Începând din 2021, turneul s-a extins pentru a deveni un turneu de două săptămâni. În luna decembrie a aceluiași an, s-a anunțat că Tiriac a vândut turneul către IMG, care este acum noul organizator și a planificat deja o extindere a terenurilor, inclusiv un nou stadion pentru peste 10.000 de persoane, care urmează să fie construit prin drenarea parțială a lacului în jurul Caja Magica.

### Zgură albastră

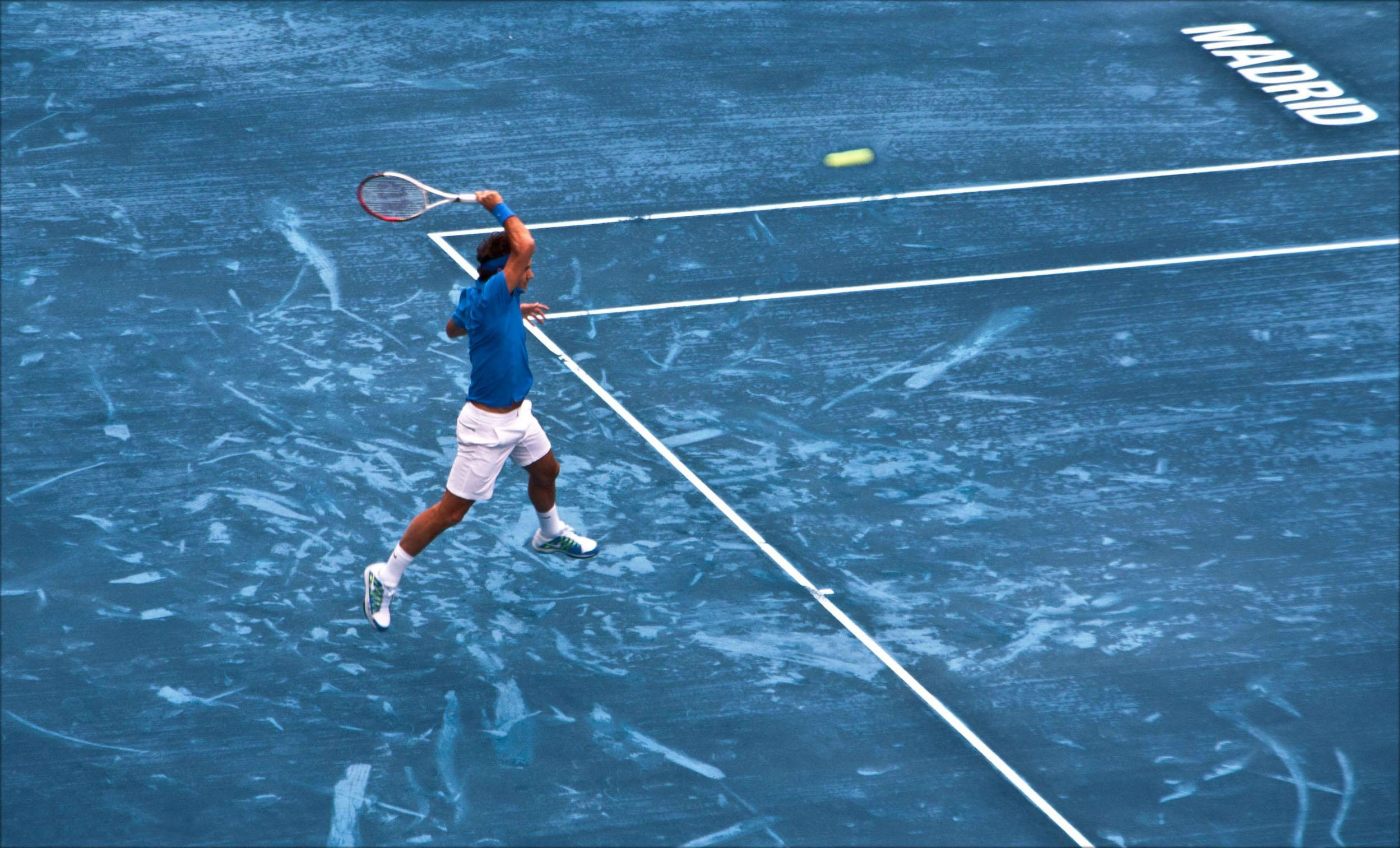
În 2012 zgura albastră a fost folosită pentru prima (și singura) dată în tenisul profesional

Tiriac a propus și a implementat în 2012 o nouă culoare de zgură albastră pentru toate terenurile, motivând că ar fi mai bine vizual, mai ales pentru telespectatori (analog cu unele evenimente de tenis pe suprafață dură care migrează spre culoarea albastru). Unii au speculat că adaptarea culorii albastre a fost o plecăciune pentru sponsorul titular al turneului, gigantul spaniol de asigurări Mutua Madrileña. În 2009, unul dintre terenurile de tenis exterioare fusese deja construit din noua suprafață pentru ca jucătorii să o testeze. Manuel Santana, directorul Open-ului, asigurase că, în afară de culoare, suprafața păstrează aceleași proprietăți ca și zgura roșie tradițională.
La 1 decembrie 2011, Țiriac a confirmat că suprafața zgurei albastre a fost aprobată oficial pentru ediția din 2012 a turneului, atât în circuitele ATP, cât și în cele WTA.
Cu toate acestea, după ce evenimentul a avut loc în 2012, amenințările cu viitorul boicot din partea unor jucători, în special Rafael Nadal și Novak Djokovic (ambii au pierdut pe suprafața albastră), au făcut ca turneul să revină la zgura roșie tradițională pentru sezonul 2013.
Roger Federer este singurul jucător masculin care a câștigat turneul pe trei suprafețe diferite: terenuri dure (2006), zgură roșie (2009) și zgură albastră (2012). Serena Williams este singura jucătoare care a câștigat turneul pe două suprafețe diferite: zgură albastră (2012) și zgură roșie (2013).

## Distribuția punctelor
| Probă           | C    | F   | SF  | QF  | R16 | R32 | R64 | R128 | Q   | Q2  | Q1  |
| Simplu masculin | 1000 | 600 | 360 | 180 | 90  | 45  | 25* | 10   | 16  | 8   | 0   |
| Dublu masculin  | 1000 | 600 | 360 | 180 | 90  | 0   | N/A | N/A  | N/A | N/A | N/A |
| Simplu feminin  | 1000 | 650 | 390 | 215 | 120 | 65  | 35* | 10   | 30  | 20  | 2   |
| Dublu feminin   | 1000 | 650 | 390 | 215 | 120 | 10  | N/A | N/A  | N/A | N/A | N/A |

## Rezultate

### Masculin

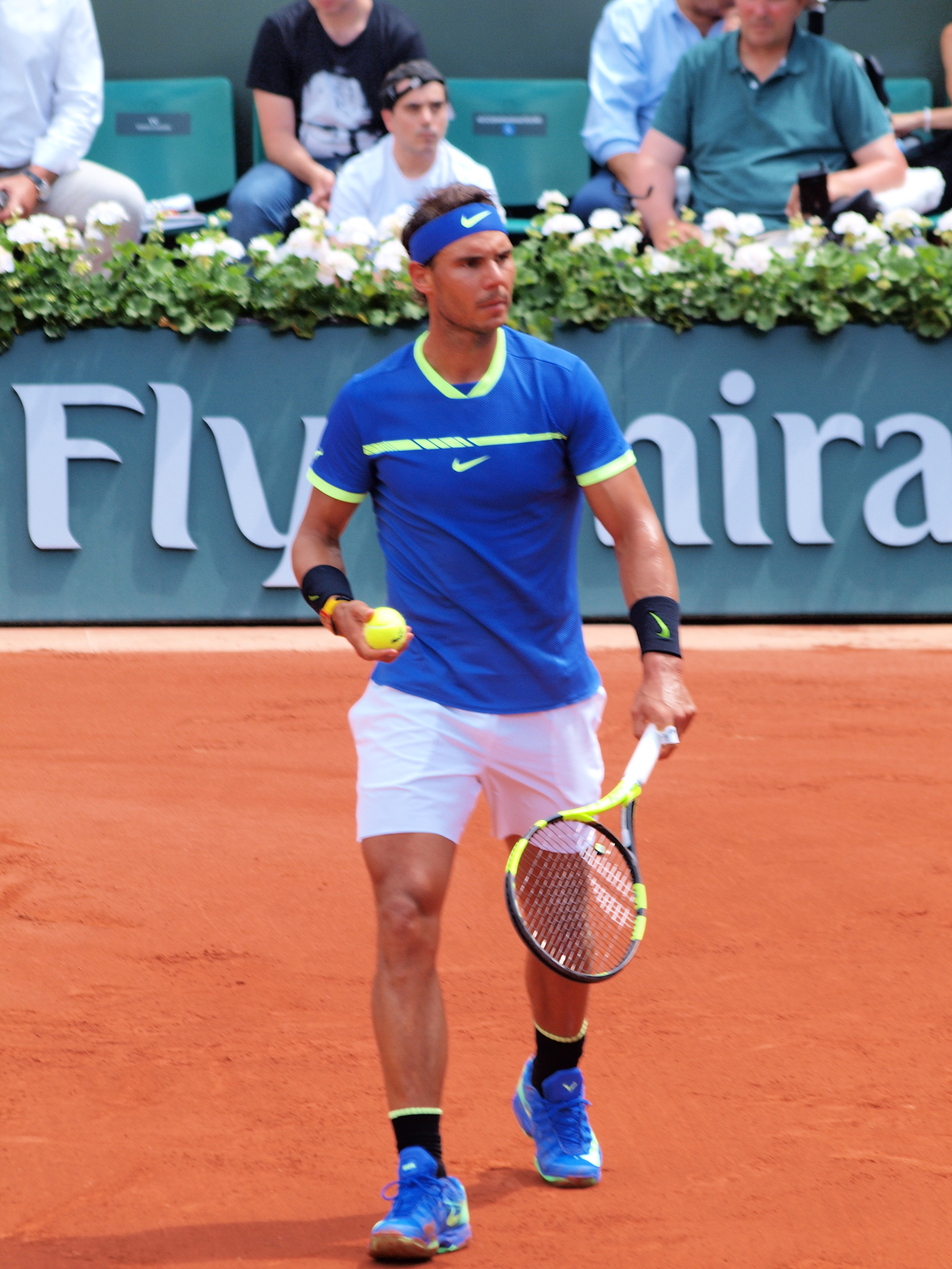
Jucătorul spaniol Rafael Nadal a obținut titlul de cinci ori (un record).

#### Simplu
| An   | Campion                                | Finalist                               | Scor                                   |
| ---- | -------------------------------------- | -------------------------------------- | -------------------------------------- |
| 2002 | Andre Agassi                           | Jiří Novák                             | (victorie fără opoziție)               |
| 2003 | Juan Carlos Ferrero                    | Nicolás Massú                          | 6–3, 6–4, 6–3                          |
| 2004 | Marat Safin                            | David Nalbandian                       | 6–2, 6–4, 6–3                          |
| 2005 | Rafael Nadal                           | Ivan Ljubičić                          | 3–6, 2–6, 6–3, 6–4, 7–6(7–3)           |
| 2006 | Roger Federer                          | Fernando González                      | 7–5, 6–1, 6–0                          |
| 2007 | David Nalbandian                       | Roger Federer                          | 1–6, 6–3, 6–3                          |
| 2008 | Andy Murray                            | Gilles Simon                           | 6–4, 7–6(8–6)                          |
| 2009 | Roger Federer (2)                      | Rafael Nadal                           | 6–4, 6–4                               |
| 2010 | Rafael Nadal (2)                       | Roger Federer                          | 6–4, 7–6(7–5)                          |
| 2011 | Novak Đoković                          | Rafael Nadal                           | 7–5, 6–4                               |
| 2012 | Roger Federer (3)                      | Tomáš Berdych                          | 3–6, 7–5, 7–5                          |
| 2013 | Rafael Nadal (3)                       | Stanislas Wawrinka                     | 6–2, 6–4                               |
| 2014 | Rafael Nadal (4)                       | Kei Nishikori                          | 2–6, 6–4, 3–0 (ret.)                   |
| 2015 | Andy Murray (2)                        | Rafael Nadal                           | 6–3, 6–2                               |
| 2016 | Novak Đoković (2)                      | Andy Murray                            | 6–2, 3–6, 6–3                          |
| 2017 | Rafael Nadal (5)                       | Dominic Thiem                          | 7–6(10–8), 6–4                         |
| 2018 | Alexander Zverev                       | Dominic Thiem                          | 6–4, 6–4                               |
| 2019 | Novak Đoković (3)                      | Stefanos Tsitsipas                     | 6–3, 6–4                               |
| 2020 | Anulat din cauza pandemiei de Covid-19 | Anulat din cauza pandemiei de Covid-19 | Anulat din cauza pandemiei de Covid-19 |
| 2021 | Alexander Zverev (2)                   | Matteo Berrettini                      | 6–7(8–10), 6–4, 6–3                    |
| 2022 | Carlos Alcaraz                         | Alexander Zverev                       | 6–3, 6–1                               |
| 2023 | Carlos Alcaraz (2)                     | Jan-Lennard Struff                     | 6–4, 3–6, 6–3                          |
| 2024 | Andrei Rubliov                         | Félix Auger-Aliassime                  | 4–6, 7–5, 7–5                          |
| 2025 | Casper Ruud                            | Jack Draper                            | 7–5, 3–6, 6–4                          |

#### Dublu
| An   | Campioni                                     | Finaliști                              | Scor                                   |
| ---- | -------------------------------------------- | -------------------------------------- | -------------------------------------- |
| 2002 | Mark Knowles Daniel Nestor                   | Mahesh Bhupathi Max Mirnîi             | 6–3, 7–5, 6–0                          |
| 2003 | Mahesh Bhupathi Max Mirnîi                   | Wayne Black Kevin Ullyett              | 6–2, 2–6, 6–3                          |
| 2004 | Mark Knowles (2) Daniel Nestor (2)           | Bob Bryan Mike Bryan                   | 6–3, 6–4                               |
| 2005 | Mark Knowles (3) Daniel Nestor (3)           | Leander Paes Nenad Zimonjić            | 3–6, 6–3, 6–2                          |
| 2006 | Bob Bryan Mike Bryan                         | Mark Knowles Daniel Nestor             | 7–5, 6–4                               |
| 2007 | Bob Bryan (2) Mike Bryan (2)                 | Mariusz Fyrstenberg Marcin Matkowski   | 6–3, 7–6(7–4)                          |
| 2008 | Mariusz Fyrstenberg Marcin Matkowski         | Mahesh Bhupathi Mark Knowles           | 6–4, 6–2                               |
| 2009 | Daniel Nestor (4) Nenad Zimonjić             | Simon Aspelin Wesley Moodie            | 6–4, 6–4                               |
| 2010 | Bob Bryan (3) Mike Bryan (3)                 | Daniel Nestor Nenad Zimonjić           | 6–3, 6–4                               |
| 2011 | Bob Bryan (4) Mike Bryan (4)                 | Michaël Llodra Nenad Zimonjić          | 6–3, 6–3                               |
| 2012 | Mariusz Fyrstenberg (2) Marcin Matkowski (2) | Robert Lindstedt Horia Tecău           | 6–3, 6–4                               |
| 2013 | Bob Bryan (5) Mike Bryan (5)                 | Alexander Peya Bruno Soares            | 6–2, 6–3                               |
| 2014 | Daniel Nestor (5) Nenad Zimonjić (2)         | Bob Bryan Mike Bryan                   | 6–4, 6–2                               |
| 2015 | Rohan Bopanna Florin Mergea                  | Marcin Matkowski Nenad Zimonjić        | 6–2, 6–7(5–7), [11–9]                  |
| 2016 | Jean-Julien Rojer Horia Tecău                | Rohan Bopanna Florin Mergea            | 6–4, 7–6(7–5)                          |
| 2017 | Łukasz Kubot Marcelo Melo                    | Nicolas Mahut Édouard Roger-Vasselin   | 7–5, 6–3                               |
| 2018 | Nikola Mektić Alexander Peya                 | Bob Bryan Mike Bryan                   | 5–3 (ret.)                             |
| 2019 | Jean-Julien Rojer (2) Horia Tecău (2)        | Diego Schwartzman Dominic Thiem        | 6–2, 6–3                               |
| 2020 | Anulat din cauza pandemiei de Covid-19       | Anulat din cauza pandemiei de Covid-19 | Anulat din cauza pandemiei de Covid-19 |
| 2021 | Marcel Granollers Horacio Zeballos           | Nikola Mektić Mate Pavić               | 1–6, 6–3, [10–8]                       |
| 2022 | Wesley Koolhof Neal Skupski                  | Juan Sebastián Cabal Robert Farah      | 6–7(4–7), 6–4, [10–5]                  |
| 2023 | Karen Haceanov Andrei Rubliov                | Rohan Bopanna Matthew Ebden            | 6–3, 3–6, [10–3]                       |
| 2024 | Sebastian Korda Jordan Thompson              | Ariel Behar Adam Pavlásek              | 6–3, 7–6(9–7)                          |
| 2025 | Marcel Granollers (2) Horacio Zeballos (2)   | Marcelo Arévalo Mate Pavić             | 6–4, 6–4                               |

### Feminin

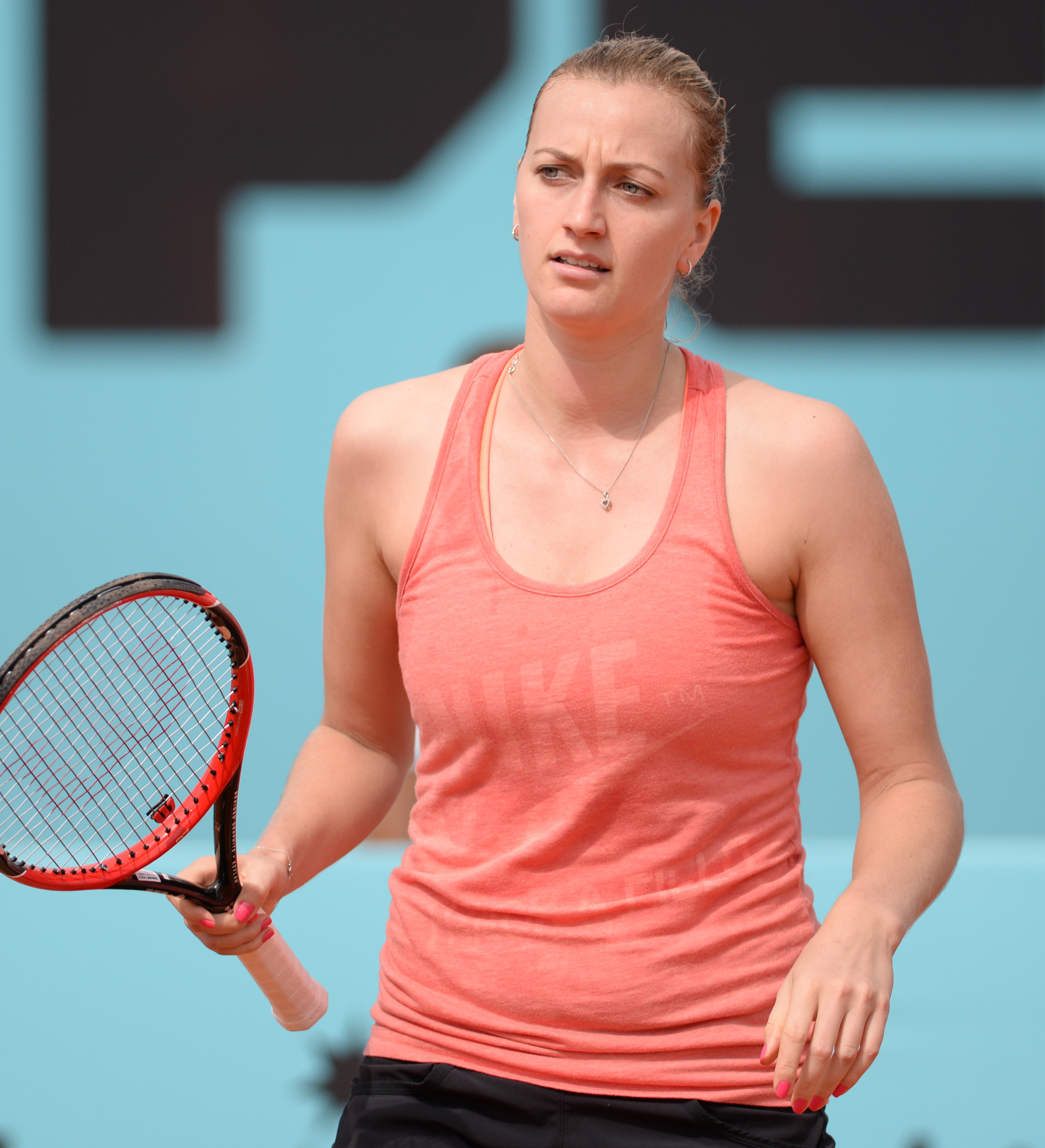
Petra Kvitová (câștigătoare în 2011, 2015 și 2018) deține recordul la Madrid pentru cele mai multe victorii la titlu.

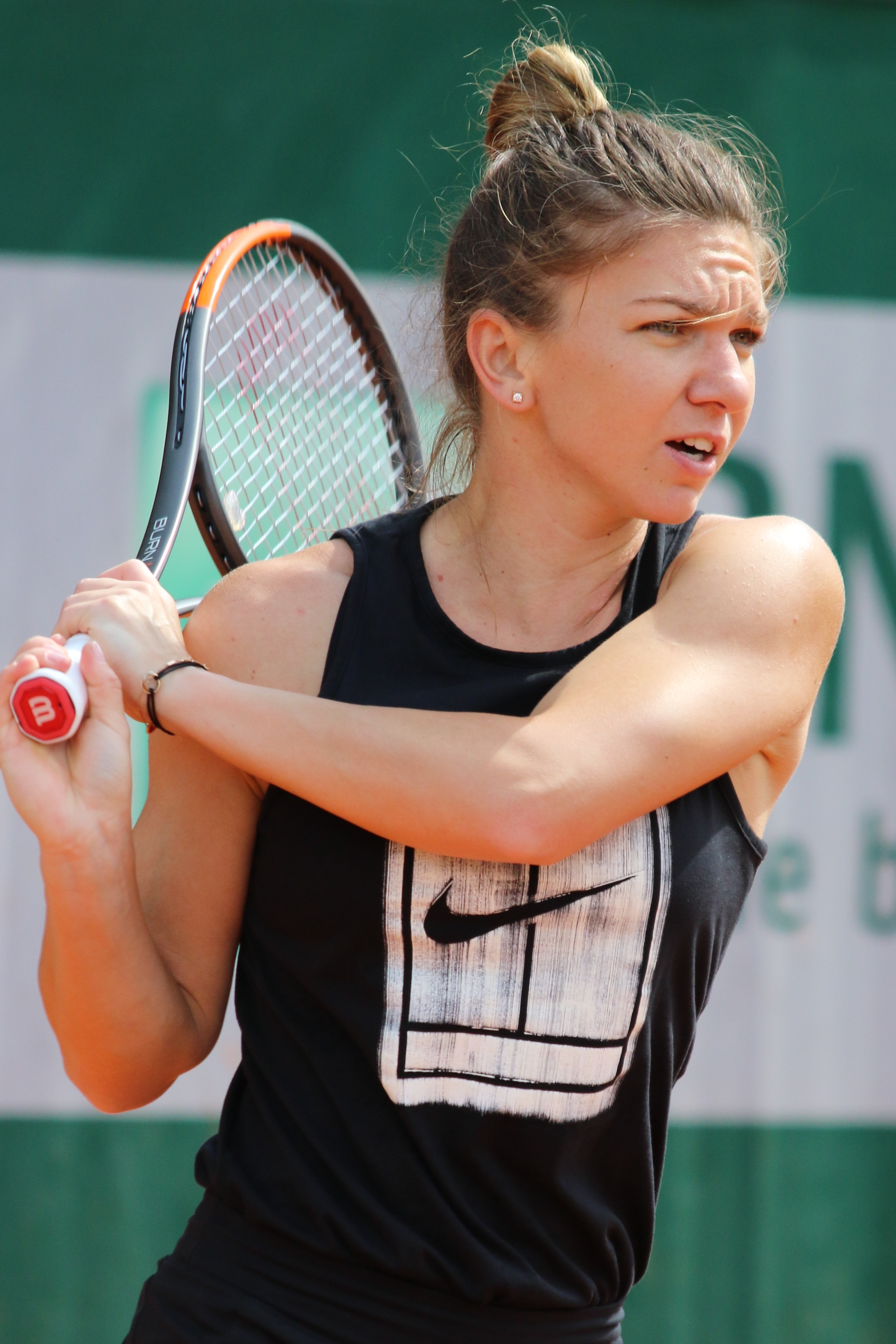
Simona Halep a jucat cele mai multe finale la Madrid (patru), câștigând titlul de două ori: în 2016 și 2017.

#### Simplu
| ↓ Turneu WTA Premier ↓ |                                        |                                        |                                        |
| 2009                   | Dinara Safina                          | Caroline Wozniacki                     | 6–2, 6–4                               |
| 2010                   | Aravane Rezaï                          | Venus Williams                         | 6–2, 7–5                               |
| 2011                   | Petra Kvitová                          | Victoria Azarenka                      | 7–6(7–3), 6–4                          |
| 2012                   | Serena Williams                        | Victoria Azarenka                      | 6–1, 6–3                               |
| 2013                   | Serena Williams (2)                    | Maria Șarapova                         | 6–1, 6–4                               |
| 2014                   | Maria Șarapova                         | Simona Halep                           | 1–6, 6–2, 6–3                          |
| 2015                   | Petra Kvitová (2)                      | Svetlana Kuznețova                     | 6–1, 6–2                               |
| 2016                   | Simona Halep                           | Dominika Cibulková                     | 6–2, 6–4                               |
| 2017                   | Simona Halep (2)                       | Kristina Mladenovic                    | 7–5, 6–7(5–7), 6–2                     |
| 2018                   | Petra Kvitová (3)                      | Kiki Bertens                           | 7–6(8–6), 4–6, 6–3                     |
| 2019                   | Kiki Bertens                           | Simona Halep                           | 6–4, 6–4                               |
| 2020                   | Anulat din cauza pandemiei de Covid-19 | Anulat din cauza pandemiei de Covid-19 | Anulat din cauza pandemiei de Covid-19 |
| 2021                   | Arina Sabalenka                        | Ashleigh Barty                         | 6–0, 3–6, 6–4                          |
| 2022                   | Ons Jabeur                             | Jessica Pegula                         | 7–5, 0–6, 6–2                          |
| 2023                   | Arina Sabalenka (2)                    | Iga Świątek                            | 6–3, 3–6, 6–3                          |
| 2024                   | Iga Świątek                            | Arina Sabalenka                        | 7–5, 4–6, 7–6(9–7)                     |
| 2025                   | Arina Sabalenka (3)                    | Coco Gauff                             | 6–3, 7–6(7–3)                          |

#### Dublu
| ↓ Turneu WTA Premier ↓ |                                        |                                        |                                        |
| 2009                   | Cara Black Liezel Huber                | Květa Peschke Lisa Raymond             | 4–6, 6–3, [10–6]                       |
| 2010                   | Serena Williams Venus Williams         | Gisela Dulko Flavia Pennetta           | 6–2, 7–5                               |
| 2011                   | Victoria Azarenka Maria Kirilenko      | Květa Peschke Katarina Srebotnik       | 6–4, 6–3                               |
| 2012                   | Sara Errani Roberta Vinci              | Ekaterina Makarova Elena Vesnina       | 6–1, 3–6, [10–4]                       |
| 2013                   | Anastasia Pavliucenkova Lucie Šafářová | Cara Black Marina Erakovic             | 6–2, 6–4                               |
| 2014                   | Sara Errani (2) Roberta Vinci (2)      | Garbiñe Muguruza Carla Suárez Navarro  | 6–4, 6–3                               |
| 2015                   | Casey Dellacqua Iaroslava Șvedova      | Garbiñe Muguruza Carla Suárez Navarro  | 6–3, 6–7(4–7), [10–5]                  |
| 2016                   | Caroline Garcia Kristina Mladenovic    | Martina Hingis Sania Mirza             | 6–4, 6–4                               |
| 2017                   | Chan Yung-jan Martina Hingis           | Tímea Babos Andrea Hlaváčková          | 6–4, 6–3                               |
| 2018                   | Ekaterina Makarova Elena Vesnina       | Tímea Babos Kristina Mladenovic        | 2–6, 6–4, [10–8]                       |
| 2019                   | Hsieh Su-wei Barbora Strýcová          | Gabriela Dabrowski Xu Yifan            | 6–3, 6–1                               |
| 2020                   | Anulat din cauza pandemiei de Covid-19 | Anulat din cauza pandemiei de Covid-19 | Anulat din cauza pandemiei de Covid-19 |
| 2021                   | Barbora Krejčíková Kateřina Siniaková  | Gabriela Dabrowski Demi Schuurs        | 6–4, 6–3                               |
| 2022                   | Gabriela Dabrowski Giuliana Olmos      | Desirae Krawczyk Demi Schuurs          | 7–6(7–1), 5–7, [10–7]                  |
| 2023                   | Victoria Azarenka Beatriz Haddad Maia  | Coco Gauff Jessica Pegula              | 6–1, 6–4                               |
| 2024                   | Cristina Bucșa Sara Sorribes Tormo     | Barbora Krejčíková Laura Siegemund     | 6–0, 6–2                               |
| 2025                   | Sorana Cîrstea Anna Kalinskaia         | Veronika Kudermetova Elise Mertens     | 6–7(10–12), 6–2, [12–10]               |

## Recorduri
|                                    | Jucător(i)                 | Record                 | An(i)                        |
| Cele mai multe titluri             | Cele mai multe titluri     | Cele mai multe titluri | Cele mai multe titluri       |
| ---------------------------------- | -------------------------- | ---------------------- | ---------------------------- |
| Simplu masculin                    | Rafael Nadal               | 5                      | 2005, 2010, 2013–14, 2017    |
| Simplu feminin                     | Petra Kvitová              | 3                      | 2011, 2015, 2018             |
| Simplu feminin                     | Arina Sabalenka            | 3                      | 2021, 2023, 2025             |
| Dublu masculin                     | Bob Bryan Mike Bryan       | 5                      | 2006–07, 2010–11, 2013       |
| Dublu masculin                     | Daniel Nestor              | 5                      | 2002, 2004–05, 2009, 2014    |
| Dublu feminin                      | Sara Errani Roberta Vinci  | 2                      | 2012, 2014                   |
| Cele mai multe finale              |                            |                        |                              |
| Simplu masculin                    | Rafael Nadal               | 8                      | 2005, 2009–11, 2013–15, 2017 |
| Simplu feminin                     | Simona Halep               | 4                      | 2014, 2016–17, 2019          |
| Cele mai multe titluri consecutive |                            |                        |                              |
| Simplu masculin                    | Rafael Nadal               | 2                      | 2013-14                      |
| Simplu masculin                    | Carlos Alcaraz             | 2                      | 2022-23                      |
| Dublu masculin                     | Mark Knowles Daniel Nestor | 2                      | 2004–05                      |
| Dublu masculin                     | Bob Bryan Mike Bryan       | 2                      | 2006–07, 2010–11             |
| Simplu feminin                     | Serena Williams            | 2                      | 2012-13                      |
| Simplu feminin                     | Simona Halep               | 2                      | 2016-17                      |
| Cele mai multe finale consecutive  |                            |                        |                              |
| Simplu masculin                    | Rafael Nadal               | 3                      | 2009–11, 2013–15             |

^ 
Daniel Nestor a câștigat aceste titluri cu doi parteneri diferiți: Mark Knowles și Nenad Zimonjić.

## Galerie

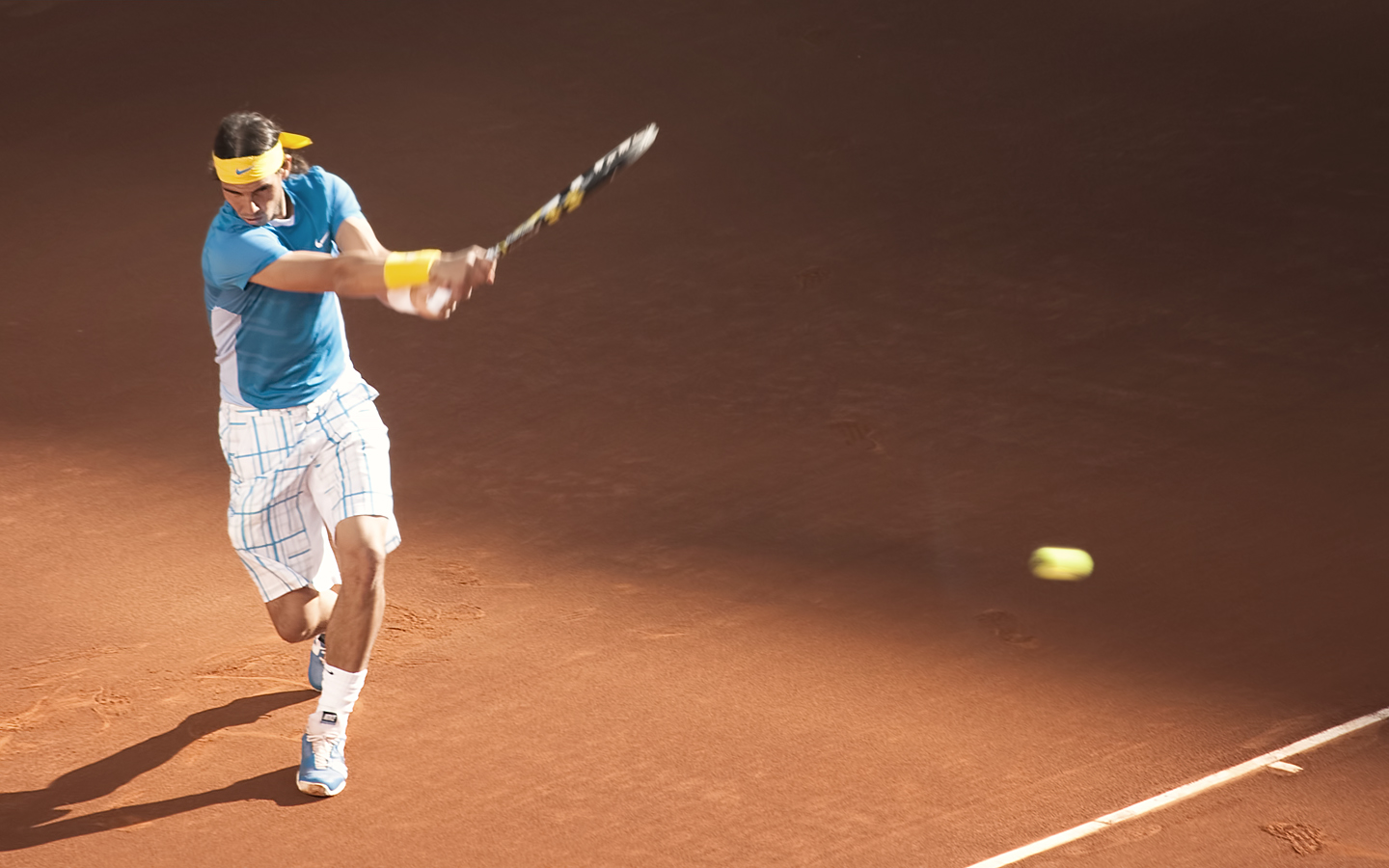
Rafael Nadal, 2010
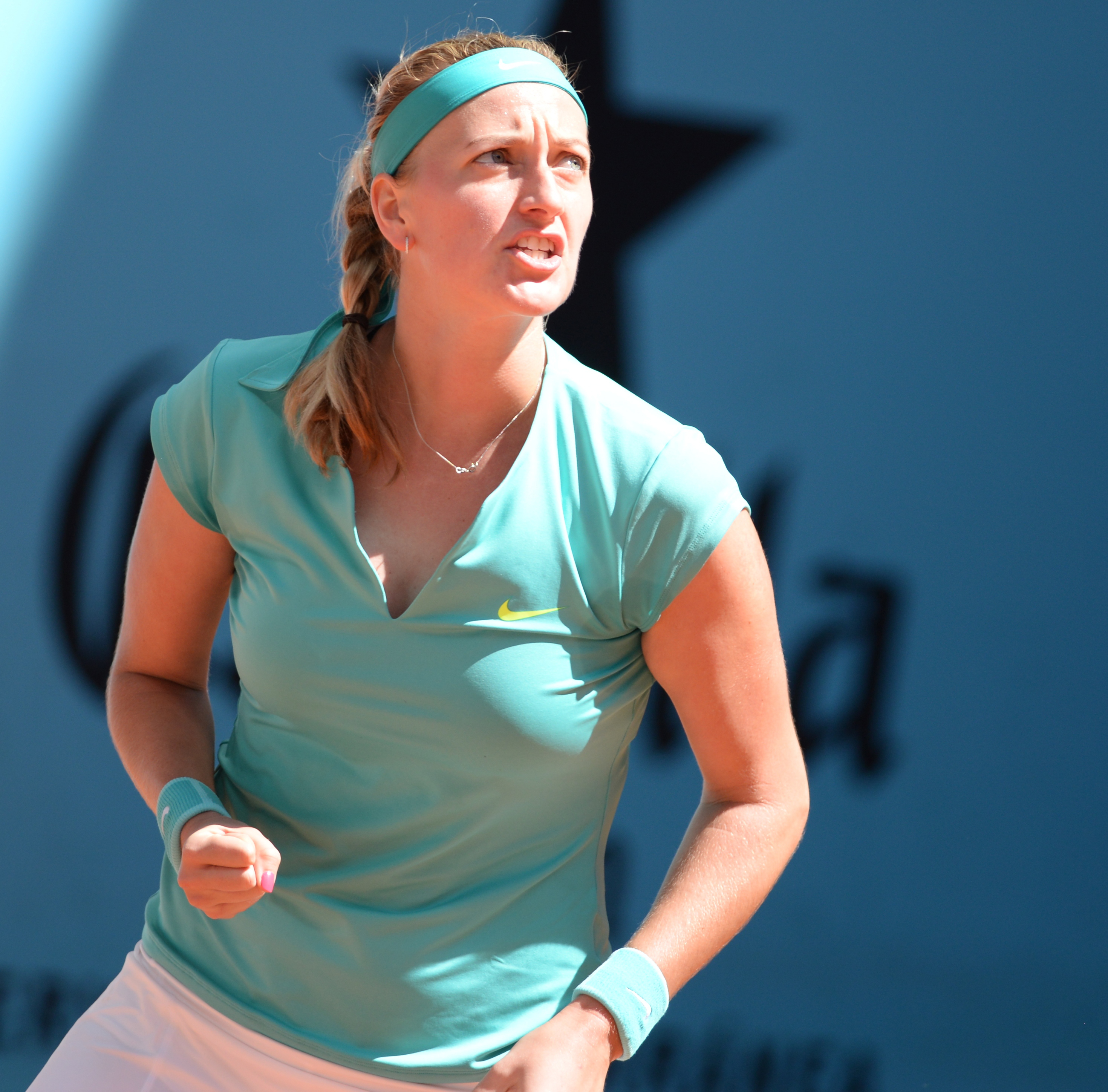
Petra Kvitova, 2015
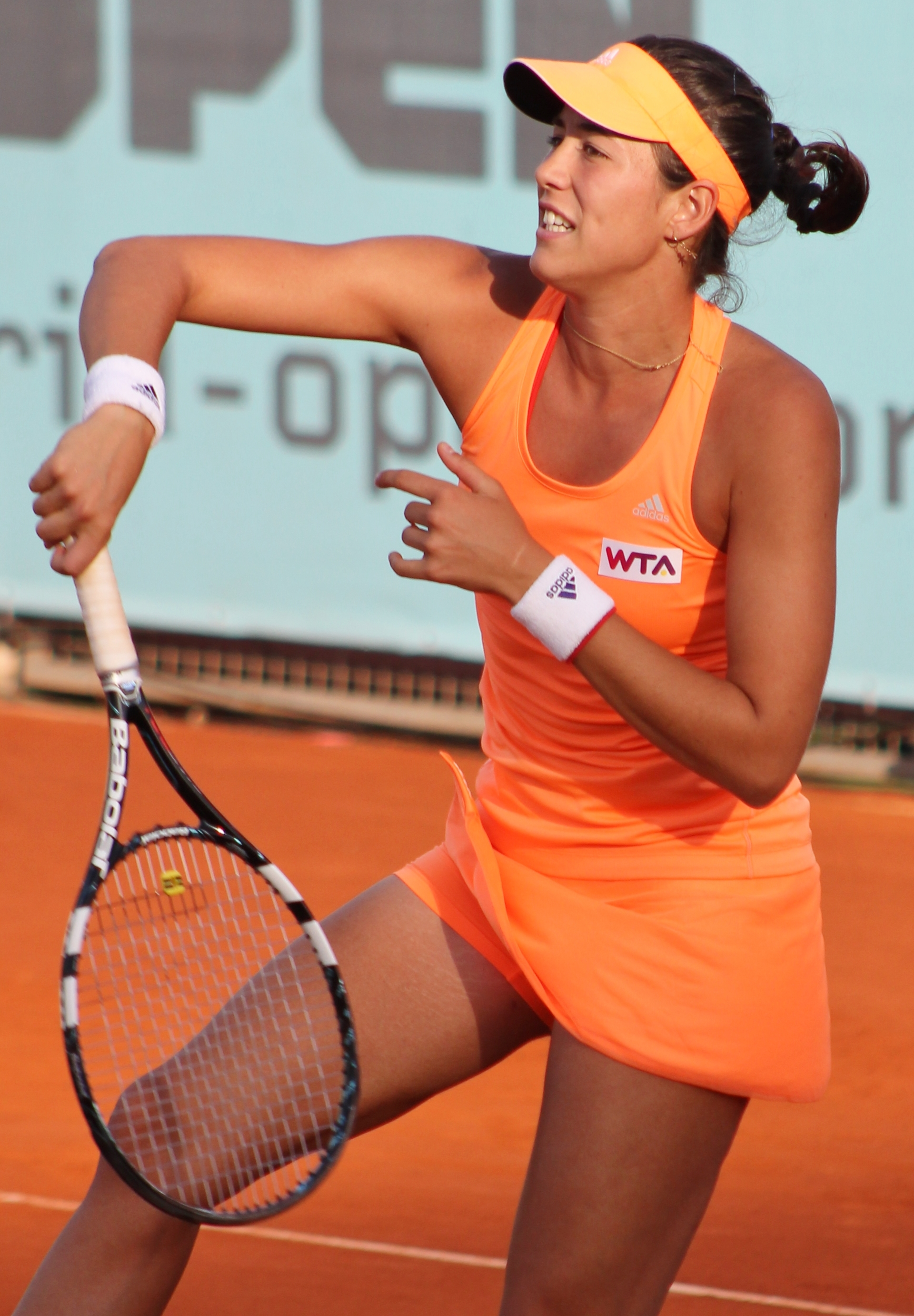
Garbiñe Muguruza, 2014
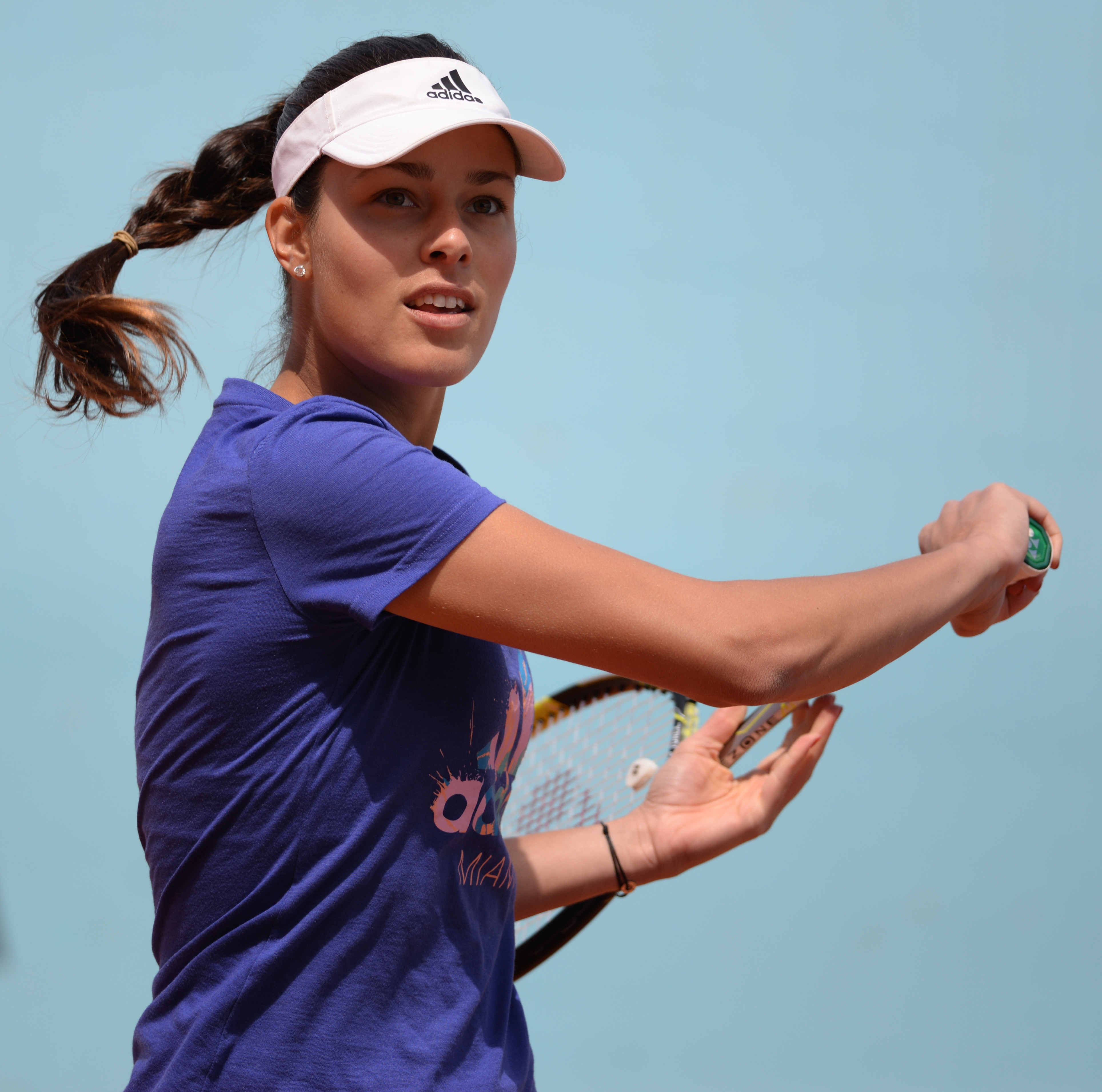
Ana Ivanovic, 2015
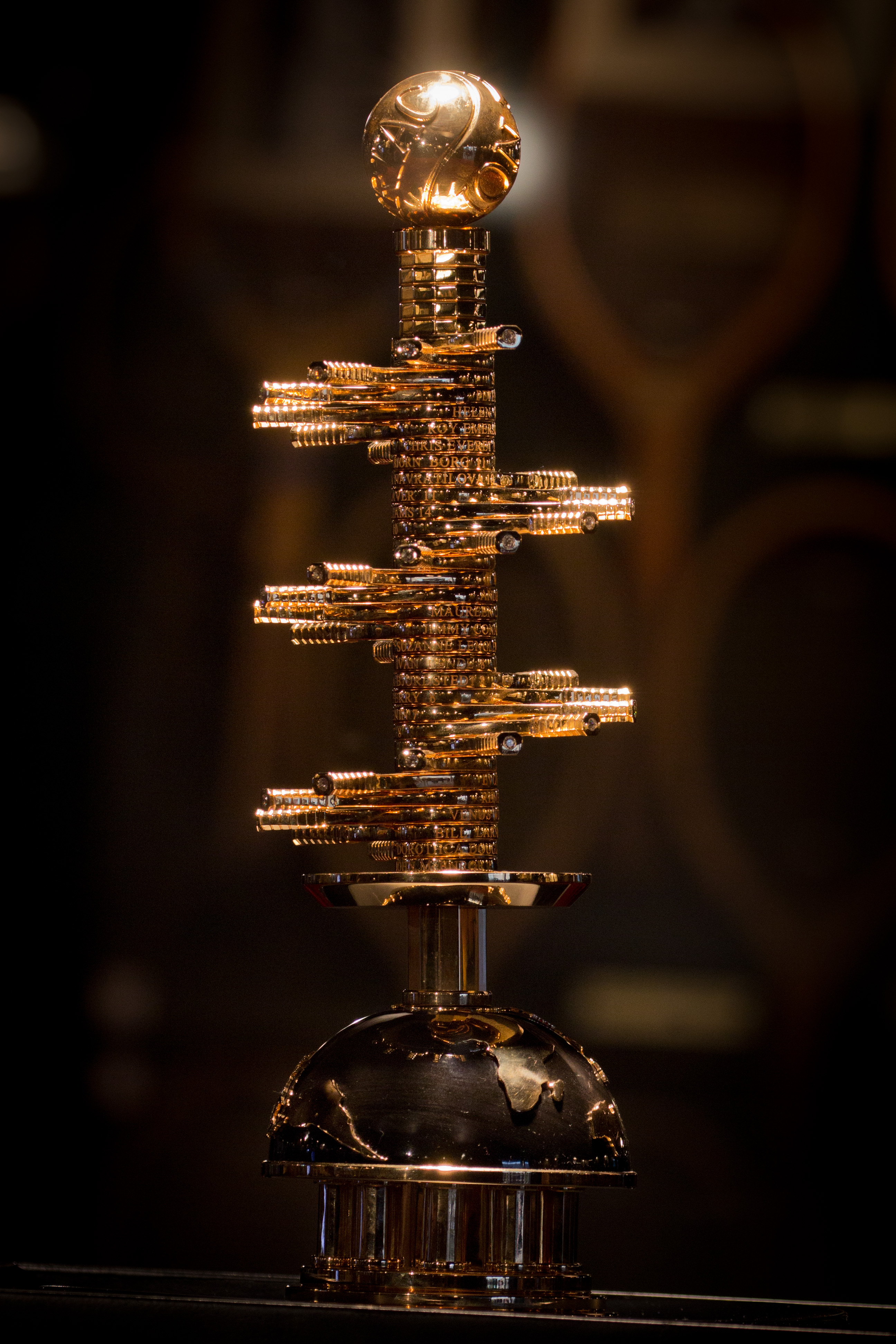
Trofeu pentru simplu masculin
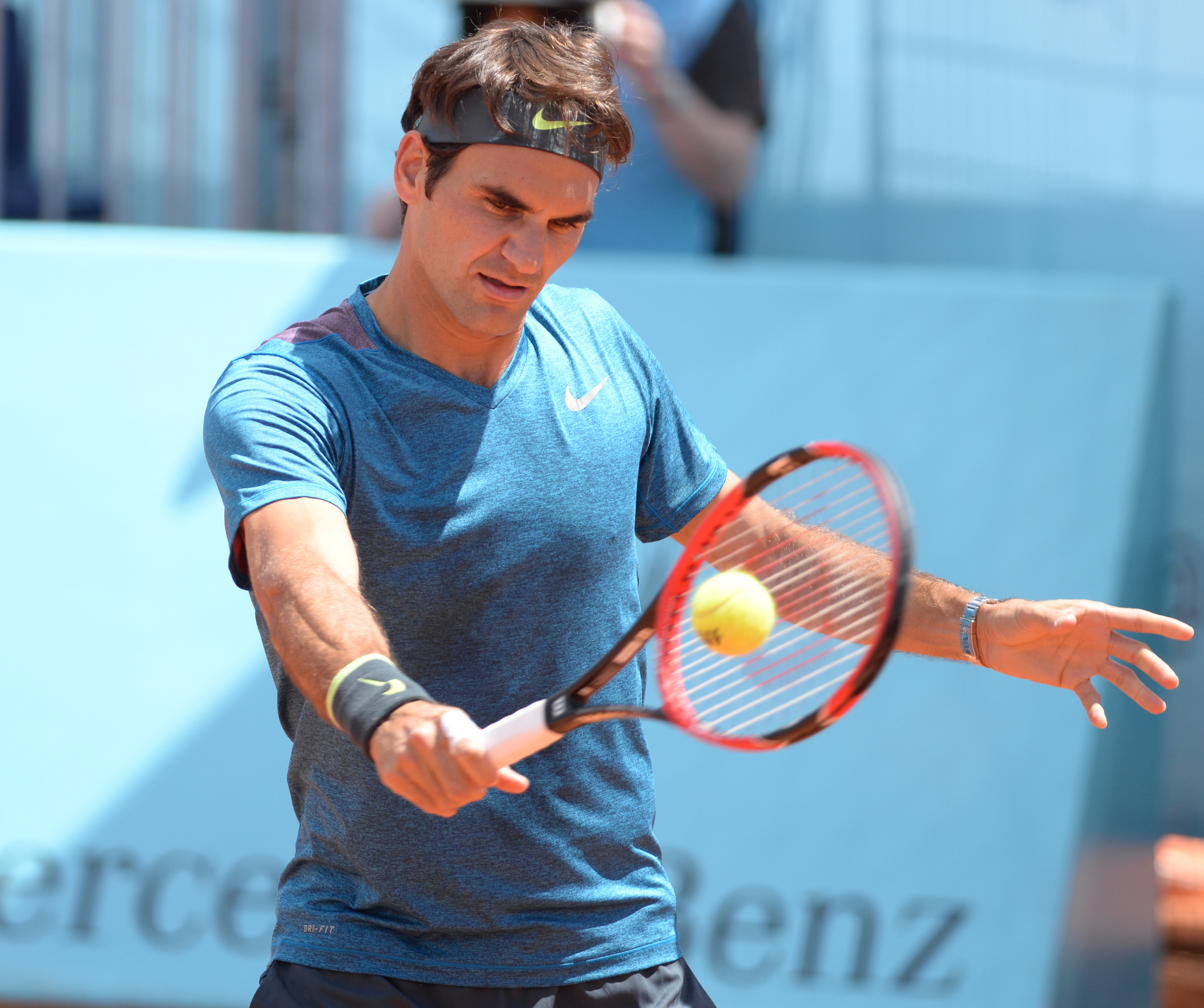
Roger Federer, 2015
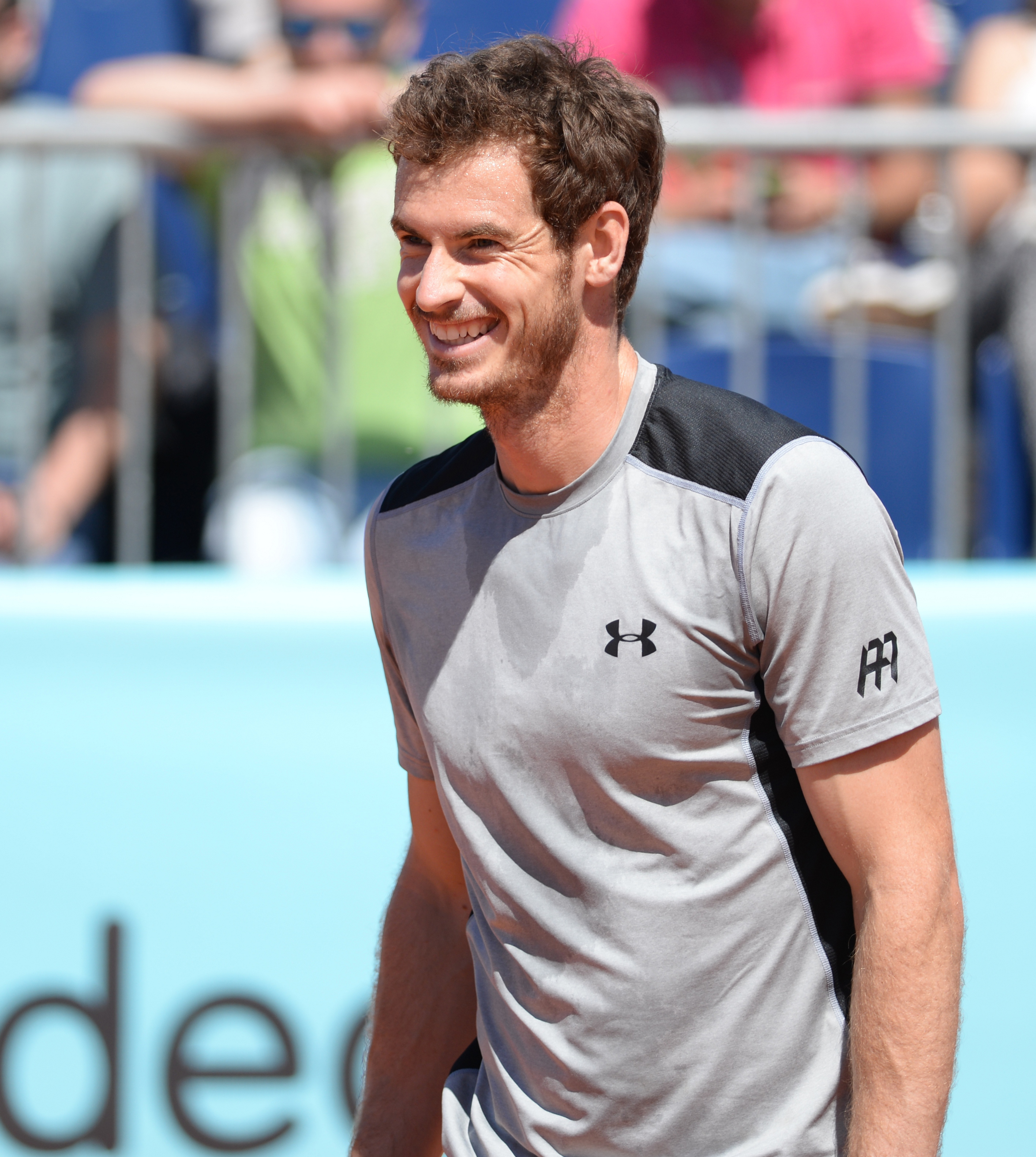
Andy Murray, 2015